# Victoria Kjær Theilvig
Maria Victoria Kjær Theilvig (sinh ngày 13 tháng 11 năm 2003 tại Copenhagen) là một người mẫu người Đan Mạch, cô đăng quang Hoa hậu Hoàn vũ 2024 và trở thành người Đan Mạch đầu tiên giành được danh hiệu Hoa hậu Hoàn vũ.
Trước đó, cô đã đạt được danh hiệu Á hậu 2 tại Hoa hậu Đan Mạch 2021 và đại diện cho Đan Mạch tại cuộc thi Hoa hậu Hòa bình Quốc tế 2022 ở Bali, Indonesia vào ngày 25 tháng 10 năm 2022 nơi cô đã lọt vào Top 20 chung cuộc.

## Tiểu sử
Victoria sinh năm 2003 tại Herlev, ở Vùng thủ đô Đan Mạch, Victoria lớn lên ở vùng ngoại ô của Copenhagen. Cô tốt nghiệp với bằng cử nhân kinh doanh và tiếp thị từ Lyngby Handelsgymnasium. Là một vũ công chuyên nghiệp, cô thường đấu tranh cho sức khỏe tinh thần, quyền động vật và tinh thần kinh doanh làm đẹp.

## Các cuộc thi sắc đẹp
Hành trình của Victoria bắt đầu vào năm 2021 khi cô lần đầu tham gia cuộc thi Hoa hậu Đan Mạch và trở thành Á hậu 2 trong số 32 thí sinh. Năm 2022, cô được bổ nhiệm làm đại diện của Đan Mạch tại Hoa hậu Hòa bình Quốc tế 2022 và lọt vào Top 20 chung cuộc.
Vào tháng 9 năm 2024, Emma Heyst với tư cách là Hoa hậu Đan Mạch 2024 đã từ chối tham gia vì không thể chuẩn bị kịp thời gian. Victoria được Tổ chức Hoa hậu Đan Mạch lựa chọn và chỉ định đại diện cho Đan Mạch tại Hoa hậu Hoàn vũ 2024 tại Mexico.

### Hoa hậu Hoàn vũ 2024
Đại diện cho Hoa hậu Đan Mạch, Victoria đã tham gia và giành chiến thắng tại Hoa hậu Hoàn vũ 2024, được tổ chức vào ngày 16 tháng 11 tại Thành phố Mexico. Victoria trở thành người Đan Mạch đầu tiên và là phụ nữ tóc vàng kể từ Jennifer Hawkins của Úc đăng quang tại Hoa hậu Hoàn vũ 2004, và là phụ nữ Đan Mạch thứ hai giành chiến thắng trong bất kỳ cuộc thi sắc đẹp quốc tế trong Tứ đại Hoa hậu nào, sau Catharina Svensson tại Hoa hậu Trái đất 2001. Cô cũng là người châu Âu đầu tiên giành chiến thắng tại Hoa hậu Hoàn vũ kể từ Iris Mittenaere của Pháp, người đã đăng quang Hoa hậu Hoàn vũ 2016.